# Košarkaški klub Radnički Kragujevac
Il Košarkaški klub Radnički Kragujevac è stata una società cestistica avente sede nella città di Kragujevac, in Serbia.
Fondata il 4 aprile 1994 a come Vršac come KK Kondivik Vršac, nel 2001 cambiò nome in KK Lions Vršac. Il 21 ottobre 2009 la squadra si trasferì a Kragujevac. A causa di problemi finanziari la società venne sciolta il 28 agosto 2014.
Nella stagione 2009-10 ha partecipato per la prima volta alla Lega Adriatica, dove ha disputato in totale 5 stagioni, raggiungendo le semifinali nella stagione 2012-2013.

## Cestisti
- Matthew Bryan-Amaning 2012-2013
- Radenko Pilčević 2013-2014